# ویلیبالد هان
ویلیبالد هان (آلمانی: Willibald Hahn; ۳۱ ژانویهٔ ۱۹۱۰ – ۳۱ مهٔ ۱۹۹۹) بازیکن و مربی فوتبال اهل اتریش بود.
از باشگاه‌هایی که در آن بازی کرده‌است می‌توان به باشگاه فوتبال آدمیرا واکر مودلینگ و باشگاه فوتبال آستریا وین اشاره کرد.